# Királykő-hegység
A Királykő-hegység (románul: Piatra Craiului) Erdély keleti részén helyezkedik el. A Bucsecs-hegységgel és a Leaota-hegységgel együtt a Déli-Kárpátok legkeletibb részét alkotja. Nyugaton a Fogarasi-havasok és a Jézer-hegység, északon a Fogarasi-havasokhoz tartozó Szág-hegység, keleten a Bucsecs és a Leoata-hegység határolja. A hegység északkeleti lábánál helyezkedik el Zernest település. A hegység egész területe a Királykő Nemzeti Park (Parcul Național Piatra Craiului) részét képezi.

Piatra Craiului Mountains, 3D animation elevation of 120%.

## Domborzat
A Királykő vonulata fordított L betűhöz hasonlít. A kisebbik rész a kelet felé elnyúló 1816 méter magas Kis-Királykő. A nagyobbik vonulat a Nagy-Királykő, amelynek a legmagasabb pontja a 2238 méteres Pásztor-orom. További magasabb hegyek a Nagy-Királykőn: Grind-csúcs (2229 m), Hosszú-orom (2210 m). A Kis-Királykőt és a Nagy-Királykőt a Hasadék-nyereg (1660 méter) választja el egymástól. A Királykő területén 161 barlangot ismerünk, közülük a 367 méter hosszú Medve-barlang és a 629 méter hosszú Dâmbovicoara-barlang a legnagyobb.

## Éghajlat
A hegység évi középhőmérséklete 0 °C és 2 °C között változik. A hegygerincen nyáron is előfordulhat fagypont alatti hőmérséklet. Télen gyakran beáll a hőinverzió, amikor a hegygerincen melegebb van, mint a hegy lábánál lévő völgyekben és medencékben. Nagyobb magasságokban a szél szinte állandóan jelen van, és néha elérheti a 180 km/h sebességet is. A csapadék mennyisége évente 1000–1300 mm, amelynek 50%-a hó. Télen és tavasszal a keleti oldalon lavinák vannak.

## Külső hivatkozások
- A Királykő magyar nyelvű honlapja
- GPS alapú interaktív Királykő turistatérkép
- Részletes turistaút információk és leírások
- A Királykő-hegység turistatérképe
- Régi turistatérképek a Királykőről Archiválva 2008. május 27-i dátummal a Wayback Machine-ben
- A Királykő Nemzeti Park weboldala (ro-en-de-fr)